# Kanadas armé
Kanadas armé (engelska: Canadian Army; franska: Armée canadienne), mellan 1993 och 2011 Land Forces Command, är den del av Kanadas väpnade styrkor som ansvarar för landkrigföring. Armén har, förutom 41 500 soldater, även 5 600 civilanställda.
Namnet har använts för att beteckna landstyrkorna inom Kanadas militär sedan dominionen grundades 1867, men blev officiellt först 1940.

## Historia
Före år 1867 ansvarade Brittiska armén för det militära försvaret av kolonierna som idag utgör Kanada. Det året bildades Permanent Active Militia, en milis som tog över försvarsuppgifterna från de brittiska styrkorna. Reguljära enheter kompletterade efter hand milisen och kanadensiska reguljära liksom frivilliga deltog även i konflikter utomlands under brittisk flagg såsom andra boerkriget och första världskriget. År 1940 bildades så Kanadensiska armén som aktivt deltog i andra världskriget.

### Fotnoter
1. ↑  ”Navy and air force to be royal once again”. CBC News. 16 augusti 2011. http://www.cbc.ca/news/politics/story/2011/08/15/pol-canadian-forces-names.html?ref=rss.
2. ↑  ”About the Army”. Department of National Defence. Arkiverad från originalet den 17 juni 2013. https://web.archive.org/web/20130617225149/http://www.army.forces.gc.ca/land-terre/ata-asl/index-eng.asp. Läst 31 augusti 2010.